# František Schlik
František Schlik, křtěný Franz de Paula Heinrich Philip Jan Polikarp Chrisostom Maria (26. ledna 1854 Kopidlno – 30. ledna 1925 Štýrský Hradec) byl český šlechtic, člen hraběcího rodu Šliků, vnuk generála Františka Jindřicha Šlika, mladší bratr Erweina Schlika a pozdější majitel velkostatku Jičíněves.

## Život
František Schlik se narodil na zámku Kopidlnském v rodině říšského hraběte  a nadporučíka pluku dragounů Jindřicha Františka Šlika a jeho ženy Žofie z Reisenfelsů. Jako mladší bratr Erweina, univerzálního dědice majetků generála Františka Jindřicha včetně fidekomisu Kopidlno, navázal nerovnorodý vztah s Berthou Roxerovou, která byla formálně provdaná za důstojníka Castigliona, v průběhu vztahu se jim narodili dva synové Jindřich (1875–1957), Františka Valentina (1882–1963) a dcera, po smrti manžela Berthy s ní František uzavřel nerovnorodý sňatek roku 1896 a svoje děti legimitoval. Ovšem hlava rodu Erwein zemřel již roku 1906 bez dětí, takže jeho univerzálním dědicem se stal jeho nejbližší příbuzný, tj. bratr František. Fideikomisní statut Kopidlna ale nepřipouštěl dědění členy rodu v morganatickém manželství, naopak stanovil dědictví pro příbuzné manželky zakladatele fideikomisu (dcera Davida Ungnada), po dlouholetém sporu nakonec soudy majetek potvrdil Konradu Ungnadovi von Weissenwolff. František zdědil pouze alodiální schlikovské majetky jako byl Jičíněves a Veliš. Rodina se po roce 1918 ztotožnila s novou republikou, nicméně František veřejně kritizoval pozemkovou reformu (vydal brožuru A potom? = Und dann?). Správě rodového majetku se věnoval již od roku 1915 Františkův syn Jindřich.